# Église Saint-Jean d'Aiguines
L'église Saint-Jean est une église catholique située à Aiguines dans le département français du Var en région Provence-Alpes-Côte d'Azur.

## Localisation
L'église est située à côté du château d'Aiguines, dans un site remarquable par sa vue sur Les Salles-sur-Verdon et le superbe lac de Sainte-Croix. 

## Historique
L'église Saint-Jean d'Aiguines a été construite au commencement du XVIIe siècle sur l’emplacement d’une ancienne chapelle dédiée à Saint Victor, située au cimetière.
Devenue trop petite, elle a été agrandie en 1653 et en 1750.

## Architecture
La façade, de petites dimensions, présente une simple porte de style ogival sans ornementation, encadrée de deux petites fenêtres cintrées et surmontée d'une niche et d'un oculus.
La maçonnerie est faite de moellons, avec des chaînages d'angle en pierre de taille.
L'église est couverte de tuiles et surmontée d'un clocher carré en pierre de taille dont les différents niveaux sont séparés par un fort cordon de pierre de taille. Le dernier niveau du clocher est percé d'une baie cintrée sur chaque face alors que les deux niveaux inférieurs possèdent une petite ouverture carrée sur leur face nord.